# ساندین ۲-ی
ساندین ۲-ی (انگلیسی: Sandin 2-y) یک شهرک در شهرستان کویورگازینسکی جمهوری باشقیرستان در کشور روسیه است.